# Michel Lock

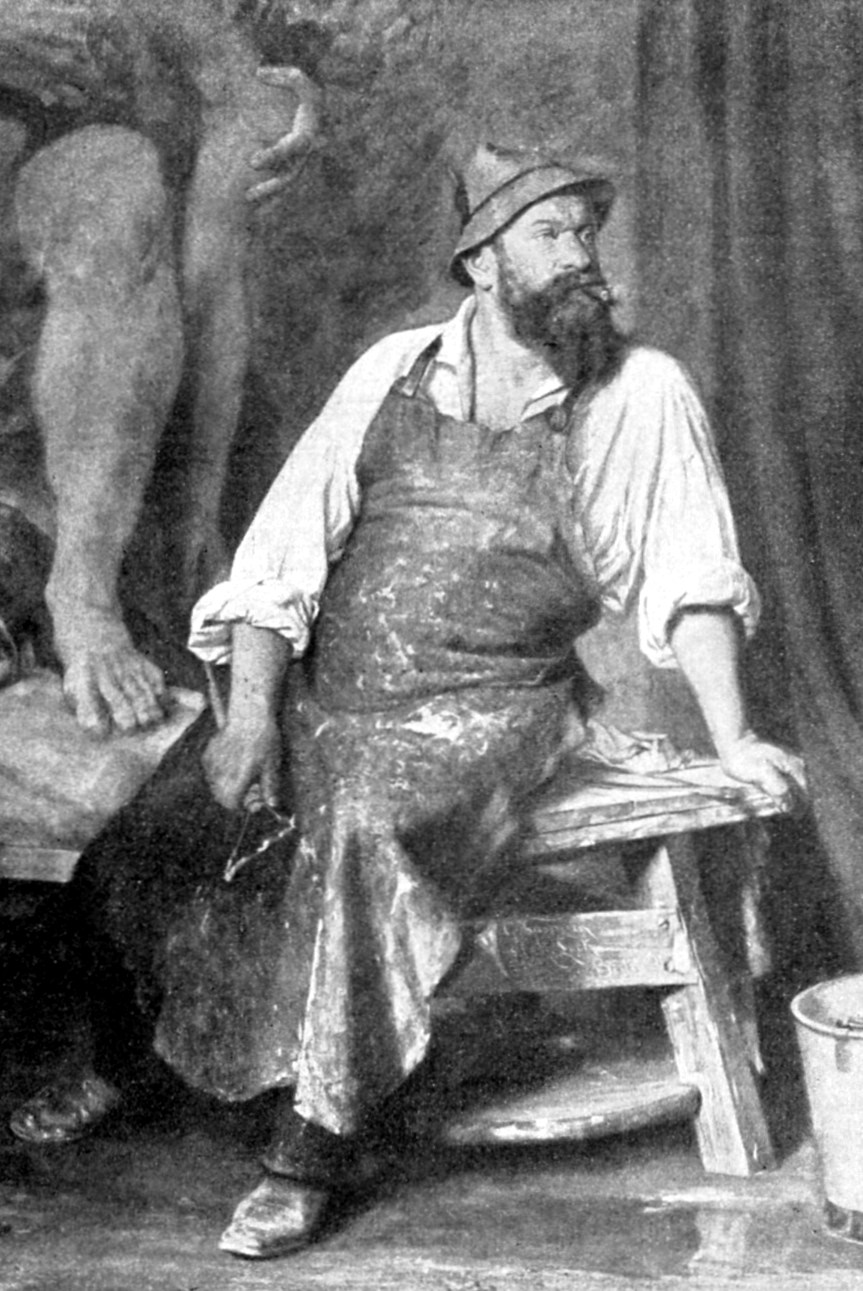
Michel Lock auf einem Gemälde von Georg Sassnick

Michel Lock (* 27. April 1848 in Köln; † 20. Februar 1898 in Deutsch-Wilmersdorf; eigentlich Hubert Michael Lock) war ein deutscher Bildhauer.

## Leben

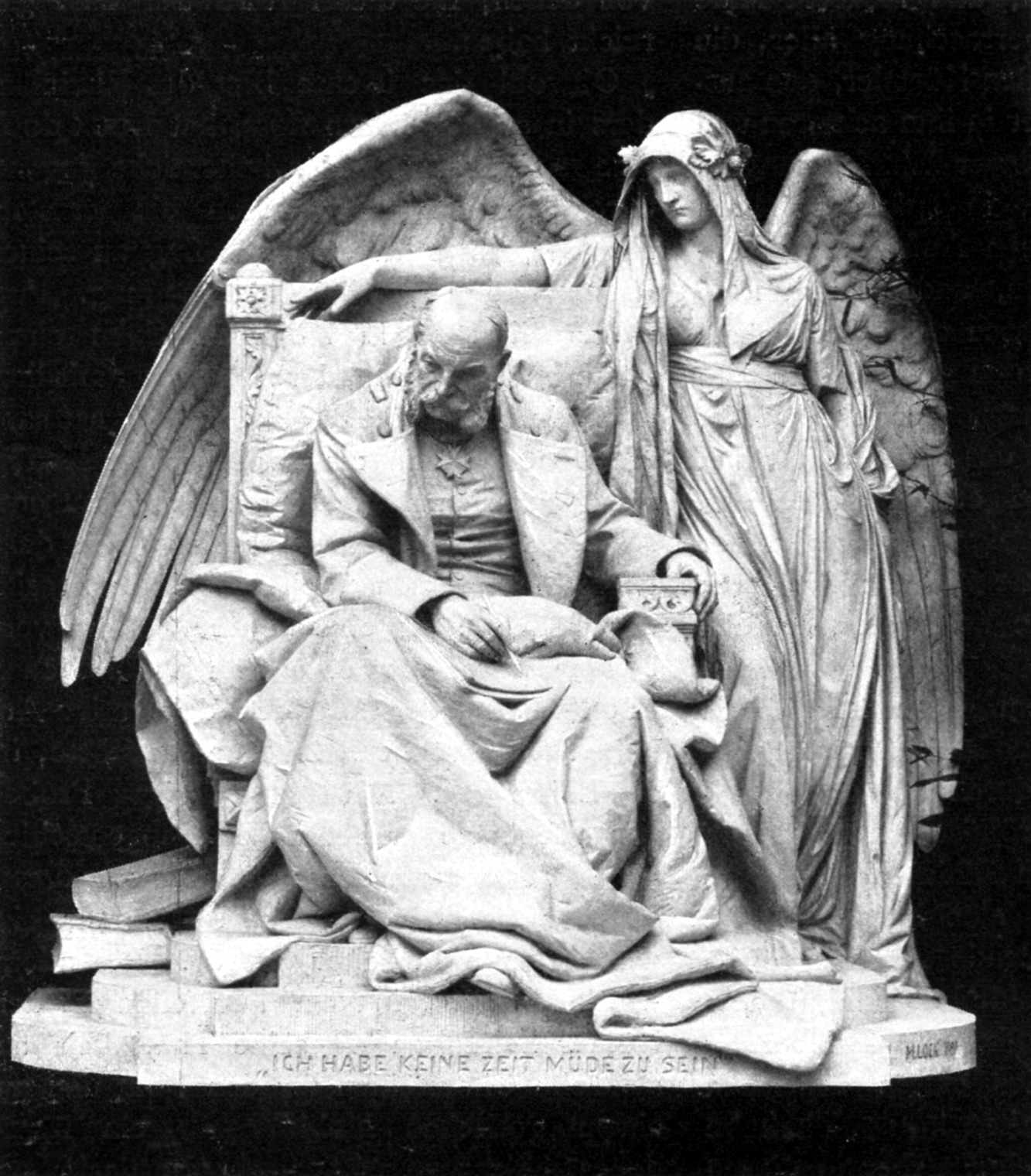
Ich habe keine Zeit müde zu sein

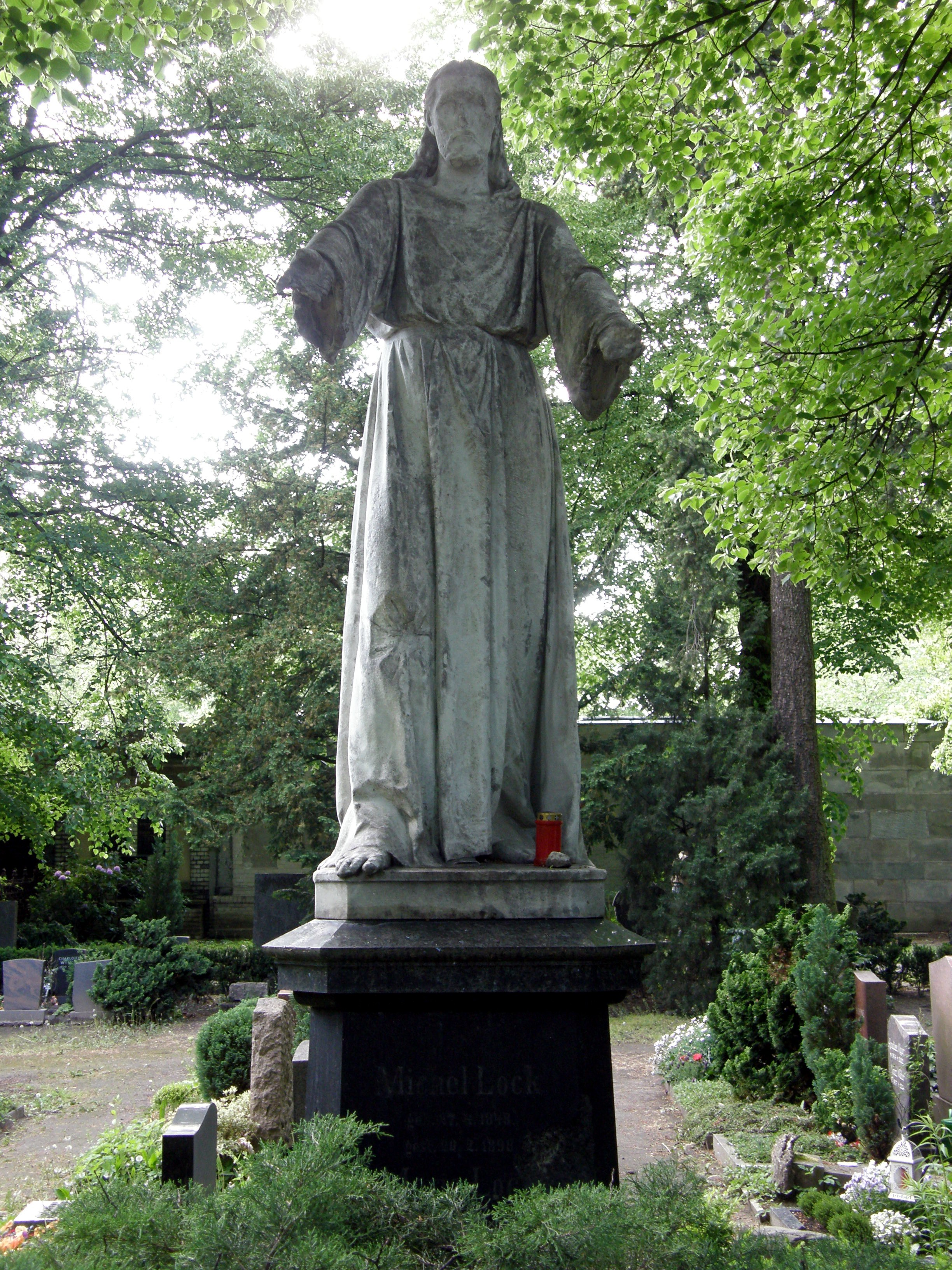
Von Lock geschaffene Christusskulptur auf seinem Grab

Michel Lock war der Sohn eines Kölner Kaufmanns. Er hatte 16 Geschwister, was nicht zuletzt dazu beitrug, dass er bereits mit zwölf Jahren eine Handwerkslehre begann. Er erlernte die Kunst des Holzschnitzens und Steinhauens beim Kölner Hofbildhauer Eschenbach. Hier arbeitete er hauptsächlich an dekorativen Bildwerken für Kirchen, unter anderem an 18 Chorstühlen für den Kölner Dom. Nach seiner Lehrzeit ging Lock auf Wanderschaft, kehrte aber nach Köln zurück und arbeitet beim Bildhauer Wilhelm Albermann. Hier war er mit der Ausstattung vornehmer Kölner Wohnhäuser mit ornamentalem und figürlichem Schmuck beschäftigt. 1866 siedelte Lock nach Hannover über und arbeitete in der Werkstatt des Bildhauers Carl Dopmeyer. Hier entstanden neben seiner Arbeit die ersten eigenen Werke und das Ziel als selbständiger Künstler tätig zu sein, bildete sich heraus. Im Dezember 1868 folgte Lock einem Ruf des Steinbildhauers und Stuckateurs Rössemann nach Berlin. Nach dessen Tod im Jahr 1871 wurde Lock in der Firma Zeyer & Drechsler als Teilhaber aufgenommen, die in dieser Zeit bis zu vierzig Gehilfen beschäftigte, deren Tätigkeit Lock zu beaufsichtigen und regeln hatte. 1874 überwarf sich Lock mit Zeyer & Drechsler, schied aus der Firma aus und begab sich zur Stärkung seines künstlerischen Bewusstseins auf eine Studienreise durch Italien, unter anderem nach Rom, Florenz und Venedig.
Zurück in Berlin wurde er für Modellierungen und Steinarbeiten beim Neubau der Nationalgalerie angestellt. Die hierfür zur Verfügung stehenden Werkstatträume durfte Lock auch in seiner Freizeit nutzen und fertigte hier in Sonntagsarbeit die Figur einer Loreley und eine Gruppe aus der Sintflut. Spätestens ab 1877 stand Lock ein eigenes Atelier am Schiffbauerdamm zur Verfügung. Sein Auskommen hatte er hauptsächlich mit Aufträgen für figürliche und ornamentale Bildwerke an öffentlichen und privaten Gebäuden. 1884 gelang Lock mit seiner Skulptur des greisen Dädalos mit dem Leichnam des Ikaros auf den Armen ein gewisser „Durchbruch“ als freischaffender Künstler. Auf einer Kunstausstellung in Brüssel wurde die Skulptur mit einer goldenen Medaille ausgezeichnet und fand auch anschließend auf der Kunstausstellung in Berlin allgemeine Anerkennung. 1886 folgte eine Skulptur des gekreuzigten Spartacus, dem eine Tochter tröstend zur Seite steht. Wieder zwei Jahre später schuf Lock eine Gruppe aus sechs kolossalen Figuren bei der Kreuzabnahme Christi. Erst zwei Jahre später, 1890, zeigte Lock dieses Werk auf der Großen Berliner Kunstausstellung und erhielt eine kleine goldene Medaille hierfür zugesprochen. Der Wunsch Locks, dass dieses Werk in Marmor ausgeführt einen würdigen Aufstellungsort fände, ging erst nach seinem Tod in Erfüllung. Heute befindet es sich in der Hohenzollerngruft im Berliner Dom. 1896 erhielt er auf der Internationalen Kunstausstellung in Berlin eine große Goldmedaille.
Zum Bildhauer Emil Hundrieser entwickelte sich eine Freundschaft und Hundrieser beauftragte Lock nicht nur mit der Ausführung größerer Sandsteinarbeiten nach seinen Modellen, sondern entwarf teilweise gemeinsam mit Lock. Eine solche gemeinsame Arbeit war beispielsweise die Berolina, die beim Besuch des italienischen Königs Umberto I. 1889 auf dem Potsdamer Platz aufgestellt wurde.
Als Locks Hauptwerk galt die 1891 geschaffene Gruppe Ich habe keine Zeit müde zu sein, die den in einem Lehnstuhl sitzenden und sterbenden Kaiser Wilhelm I. mit dem Todesengel zur Seite zeigt. Der Titel bezieht sich auf einen im hohen Alter getätigten Ausspruch Wilhelms. Nach Locks Tod fertigte Franz Tübbecke (1856–1937) im Auftrag des preußischen Kultusministers eine marmorne Version des Werks, die im Hohenzollernmuseum im Schloss Monbijou aufgestellt wurde. Der Verbleib dieses Werks ist nicht bekannt. Möglicherweise ist es bei der Zerstörung des Schlosses im Zweiten Weltkrieg verloren gegangen.
Locks Charakter wurde als „frohgemut“ und von „unverwüstlicher Heiterkeit“ beschrieben. So soll er „stundenlang, ohne zu ermüden, eine grosse Gesellschaft in Frohsinn erhalten“ haben können, wobei er auch „niemals einen guten Trank aus heimischen Reben verschmähte“. Nach seinem Tod wurde Locks Leichnam auf dem Friedhof Wilmersdorf beigesetzt. Da Lock zu Lebzeiten auch mehrere Grabskulpturen geschaffen hatte, wurde eine solche, Christus zeigend (Lock war gläubiger Katholik), auf seinem Grab aufgestellt.

## Auszeichnungen
1891 wurde Lock vom Verein für die Geschichte Berlins mit der Fidicin-Medaille in Silber ausgezeichnet. Für seine Skulpturengruppe Ich habe keine Zeit müde zu sein, die er 1896 auf der Großen Berliner Kunstausstellung zeigte, ehrte ihn Kaiser Wilhelm II. mit der Großen Goldenen Medaille.

## Vorhandene Werke
- Kreuzabnahme in der Hohenzollerngruft im Berliner Dom von 1888.[11]
- Christusskulptur, auf seinem Grab aufgestellt.
- Abendmahlsszene, Lünette des ehemaligen Kaiserportals der Kaiser-Wilhelm-Gedächtniskirche von 1895. Berlin, Privatbesitz.[12]